# Temporada 1952 de las Grandes Ligas de Béisbol
La Temporada 1952 de las Grandes Ligas de Béisbol fue disputada de abril a octubre, con 8 equipos tanto en la Liga Americana como en la Liga Nacional con cada equipo jugando un calendario de 154 partidos.
La temporada finalizó cuando New York Yankees derrotaron en la Serie Mundial a Brooklyn Dodgers en siete juegos. Los Braves jugaron su última temporada en Boston, antes de que el equipo se trasladara a Milwaukee el año siguiente, por lo tanto, se terminó con cincuenta temporadas sin que un equipo cambiara de sede.

## Premios y honores
- MVP
  - Bobby Shantz, Philadelphia Athletics (AL)
  - Hank Sauer, Chicago Cubs (NL)
- Novato del año
  - Harry Byrd, Philadelphia Athletics (AL)
  - Joe Black, Brooklyn Dodgers (NL)

## Temporada Regular
| Liga Americana         | Liga Americana | Liga Americana | Liga Americana | Liga Americana | Liga Americana | Liga Americana |
| Equipo                 | V              | D              | CTE            | JD             | LOCAL          | VISITA         |
| ---------------------- | -------------- | -------------- | -------------- | -------------- | -------------- | -------------- |
| New York Yankees       | 95             | 59             | .617           | -              | 49-28          | 46-31          |
| Cleveland Indians      | 93             | 61             | .604           | 2              | 49-28          | 44-33          |
| Chicago White Sox      | 81             | 73             | .526           | 14             | 44-33          | 37-40          |
| Philadelphia Athletics | 79             | 75             | .513           | 16             | 45-32          | 34-43          |
| Washington Senators    | 78             | 76             | .506           | 17             | 42-35          | 36-41          |
| Boston Red Sox         | 76             | 78             | .494           | 19             | 50-27          | 26-51          |
| St. Louis Browns       | 64             | 90             | .416           | 31             | 42-35          | 22-55          |
| Detroit Tigers         | 50             | 104            | .325           | 45             | 32-45          | 18-59          |

| Liga Nacional         | Liga Nacional | Liga Nacional | Liga Nacional | Liga Nacional | Liga Nacional | Liga Nacional | Liga Nacional |
| Equipo                | V             | D             | CTE           | JD            | LOCAL         | VISITA        |               |
| --------------------- | ------------- | ------------- | ------------- | ------------- | ------------- | ------------- | ------------- |
| Brooklyn Dodgers      | 96            | 57            | .627          | -             | 6-4           | 45-33         | 51-24         |
| New York Giants       | 92            | 62            | .597          | 4½            | 50-27         | 42-35         |               |
| St. Louis Cardinals   | 88            | 66            | .571          | 8½            | 48-29         | 40-37         |               |
| Philadelphia Phillies | 87            | 67            | .565          | 9½            | 47-29         | 40-38         |               |
| Chicago Cubs          | 77            | 77            | .500          | 19½           | 42-35         | 35-42         |               |
| Cincinnati Reds       | 69            | 85            | .448          | 27½           | 38-39         | 31-46         |               |
| Boston Braves         | 64            | 89            | .418          | 32            | 31-45         | 33-44         |               |
| Pittsburgh Pirates    | 42            | 112           | .273          | 54.5          | 23-54         | 19-58         |               |

## Postemporada
AL New York Yankees (4) vs. NL Brooklyn Dodgers (3)
|                                               |
| Campeón New York Yankees Décimo Quinto Título |

## Líderes de la liga

### Liga Americana
Líderes de Bateo 
| Categoría           | Jugador       | Equipo | Marca |
| ------------------- | ------------- | ------ | ----- |
| Porcentaje de bateo | Ferris Fain   | PHA    | .327  |
| Cuadrangulares      | Larry Doby    | CLE    | 32    |
| Carreras Impulsadas | Al Rosen      | CLE    | 105   |
| Carreras Anotadas   | Larry Doby    | CLE    | 104   |
| Hits                | Nellie Fox    | CHW    | 192   |
| Robo de Bases       | Minnie Minoso | CHW    | 22    |

Líderes de Pitcheo 
| Categoría         | Jugador        | Equipo | Marca |
| ----------------- | -------------- | ------ | ----- |
| Victorias         | Bobby Shantz   | PHA    | 24    |
| Derrotas          | Art Houtteman  | DET    | 20    |
| ERA               | Allie Reynolds | NYY    | 2.06  |
| Ponches           | Allie Reynolds | NYY    | 160   |
| Entradas Lanzadas | Bob Lemon      | CLE    | 309.2 |
| Juegos salvados   | Fritz Dorish   | CHW    | 11    |

### Liga Nacional
Líderes de Bateo 
| Categoría           | Jugador                 | Equipo  | Marca |
| ------------------- | ----------------------- | ------- | ----- |
| Porcentaje de bateo | Stan Musial             | STL     | .336  |
| Cuadrangulares      | Hank Sauer Ralph Kiner  | CHC PIT | 37    |
| Carreras Impulsadas | Hank Sauer              | CHC     | 121   |
| Carreras Anotadas   | Stan Musial Solly Hemus | STL     | 105   |
| Hits                | Stan Musial             | STL     | 194   |
| Robo de Bases       | Pee Wee Reese           | BRO     | 30    |

Líderes de Pitcheo 
| Categoría         | Jugador       | Equipo | Marca |
| ----------------- | ------------- | ------ | ----- |
| Victorias         | Robin Roberts | PHI    | 28    |
| Derrotas          | Murry Dickson | PIT    | 21    |
| ERA               | Hoyt Wilhelm  | NYG    | 2.43  |
| Ponches           | Warren Spahn  | BSN    | 183   |
| Entradas Lanzadas | Robin Roberts | PHI    | 330   |
| Juegos salvados   | Al Brazle     | STL    | 16    |